# Comuna Bondari, Kremenciuk
Bondari (în ucraineană Бондарі) este o comună în raionul Kremenciuk, regiunea Poltava, Ucraina, formată din satele Bondari (reședința), Ostapți, Revivka, Vasîlenkî și Zaruddea.

## Demografie
Componența lingvistică a comunei Bondari
     Ucraineană (97,11%)
     Rusă (2,79%)
     Alte limbi (0,1%)
Conform recensământului din 2001, majoritatea populației comunei Bondari era vorbitoare de ucraineană (97,11%), existând în minoritate și vorbitori de rusă (2,79%).